# 特羅伊·杜麥斯
特羅伊·马修·杜麥斯（英語：Troy Matthew Dumais，1980年1月21日—），出生于加利福尼亚州，美国男子跳水運動員。他代表美國隊參加了2000年、2004年、2008年、2012年的奧林匹克運動會。

## 运动生涯
2000年的雪梨奧運會，獲得男子單人跳板－第六名、男子雙人跳板－第四名
2004年的雅典奧運會，獲得男子單人跳板－第六名、男子雙人跳板（搭檔：賈斯汀·杜麥斯，是他的親哥哥）－第六名
2005年的蒙特婁錦標賽，獲得男子單人跳板－銀牌（第二名）、男子雙人跳板－銅牌（第三名）
2008年的北京奧運會，獲得男子單人跳板－第六名、男子雙人跳板項目未參加
2009年的羅馬世界游泳錦標賽，獲得男子單人跳板－銀牌（第二名）、男子雙人跳板－銀牌（第二名）
2011年的上海世界游泳錦標賽，獲得男子雙人跳板－第四名
2012年的倫敦奧運會，獲得男子單人跳板－第五名、男子雙人跳板－銅牌（第三名）
特羅伊·杜麥斯於國內選拔賽失利，無緣里約熱內盧奧運會。

## 外部連結
- Troy Dumais official profile at USA Diving
- Fact sheet at usadiving.org